# 奧斯皮諾
奧斯皮諾是委內瑞拉的城鎮，由波圖格薩州負責管轄，位於該國西北部，始建於1713年，面積1,675平方公里，海拔高度190米，主要經濟活動有農業和畜牧業，2001年人口39,215。

## 外部連結
- ospino-portuguesa.gob.ve[永久] （西班牙文）
- Information on the Ospino Municipality （西班牙文）

9°18′N 69°27′W / 9.300°N 69.450°W